# Chiesa di San Nicola (Prossedi)
La chiesa di San Nicola è una chiesa di Prossedi, in provincia di Latina e diocesi di Frosinone-Veroli-Ferentino.

## Descrizione
Nel centro storico, lungo via Roma troviamo la chiesa di San Nicola, di stile romanico. Ubicata entro le mura castellane dell'antico borgo di Prossedi, è stata costruita nel XIII secolo in onore di san Nicola ed è la chiesa più antica nel territorio comunale. Nel corso degli anni si arrivò a trascurarla, tanto che nel 1846, il vescovo della diocesi di Ferentino decise di emettere un decreto di chiusura al culto poiché essa rischiava di crollare ed era divenuta stalla di animali. Grazie all'interessamento di alcuni prossedani ed a quello dei religiosi la chiesa non fu chiusa.
Nel 1900 il giovane vice parroco don Salvatore Baldassarra si adoperò per coinvolgere tutta la popolazione ed il principe Placido Gabrielli nei lavori di restauro. La popolazione ed il principe risposero ognuno con le proprie possibilità finanziarie e così nella prima metà dell'anno 1902 la chiesa venne riaperta al culto. L'ultimo restauro è iniziato nel 1992 ed è durato circa 11 anni.
L'interno della chiesa è a forma rettangolare. La copertura si presenta con arcate ogivali e travatura a vista, mentre, nella parte absidale si trovano due campate costituite da volte a crociera. L'altare domina dall'alto tutta la chiesa.